# May Christie
May Christie (China, 3 de outubro de 1890 – Los Angeles, 16 de fevereiro de 1946) foi uma escritora de língua inglesa que nasceu na China, de pais escoceses, cresceu no Reino Unido e naturalizou-se estadunidense. Sua produção literária se estendeu dos anos 20 aos anos 30 do século XX, tendo o auge de sua produção entre 1921 e 1936, tendo publicado seus romances em mais de 300 jornais.

## Biografia
Filha de Elizabeth Hastie Smith e de Dugald Christie, escoceses, Elizabeth May nasceu na China na época em que seu pai, que era médico, foi enviado para Mukden (agora Shenyang) no nordeste da China como um médico missionário e abriu a clínica Shengjing.
May cresceu na Europa e, aos sete anos, publicou seu primeiro trabalho. Durante seu curso de artes na Universidade de Edinburgh, publicou seu primeiro romance seriado, no London Dailies, alcançando grande sucesso.
Em 4 de julho de 1920, então morando em St. Marylebone, May casou com Alexander Elsden Martin, militar de 25 anos, de Londres.
Em 1º de julho de 1927, casou novamente, com o corretor John Stamatiadis (John Mazzavini), proveniente da Itália e que também, como Elizabeth May, naturalizou-se estadunidense. Elizabeth May adicionou o sobrenome Mazzavini ao seu, passando a escrever sob o nome "May Christie Mazzavini".

## Lista parcial de obras
Crônicas
- The Affair at Root’s Landing, Street & Smith's Love Story Magazine, volume 146, (parte 2 de 5), 27 de agosto de 1938
- The Affair at Root’s Landing, Street & Smith’s Love Story Magazine, volume 144 (parte 4 de 5), 10 de setembro de 1938
- The Affair at Root’s Landing, Street & Smith’s Love Story Magazine, volume 144 (parte 3 de 5), 3 de setembro de 1938
- Dangerous Loving, Street & Smith’s Love Story Magazine, 3 de junho de 1939
- Heaven on Earth, Street & Smith’s Love Story, Anual de 1941
- Lovely Little Liar, Street & Smith’s Love Story Magazine, 10 de novembro de 1938
- Post-Deb, Street & Smith’s Love Story Magazine, 5 de outubro de 1940
- Queen of the Night Clubs, Street & Smith’s Love Story Magazine, 26 de setembro de 1936
- Women in Love, Street & Smith’s Love Story Magazine, 12 de outubro de 1935
- Young Love in Paris, All-Story Love Stories, 3 de abril de 1937

Romances
- Playgirls in love, 15 de junho de 1932
- The Affairs of Patricia (publicado por NY Grosset & Dunlap, 1930)
- A kiss for Corinna, 1930
- The jazz widow, 1930
- The garden of desire, 1923
- Eager love, 1929
- Hearts afire, 1926
- At cupid’s call, 1921
- Women in love, 1937
- Glittering girl, 1934
- The gilded rose, 1925
- The High Speed Girl, 1931
- The girl he wanted, 1929
- The disturbing kiss, 1923
- Love’s Gamble, 1921
- Accent on love, 1939
- Love’s ecstasy, 1928
- Love’s miracle, 1930
- Flirting wives, 1931
- The forbidden love, 1925
- The girl who dared, 1925
- She wanted beauty, 1938
- Her glorious year, 1924
- The whirlwind lover, 1927
- Man madness, 20 de abril de 1929
- The girl in the corner flat, 1929
- Luxury model, 1935
- Tomorrow will be lovely, 1936
- Kitty sees life, 1929
- Jane steps out
- The rebel bride, 1925
- The confessions of Anne, 1923
- Luxury model, 1935
- The adventures of Helene, 1924
- Ardiente amor, 1931

## May Christie no Brasil
- Jardim do desejo (The garden of desire, 1923), tradução de Tati A. de Mello, volume 31 da Coleção Biblioteca das Moças, da Companhia Editora Nacional
- Amor Proibido (The forbidden love, 1925), tradução de Paulo de Freitas, volume 57 da Coleção Biblioteca das Moças, da Companhia Editora Nacional, publicado no Brasil em 1955.
- A Eterna Eva (The Eternal Eve, 1924), tradução de Tati A. de Mello, volume 66 da Coleção Biblioteca das Moças, da Companhia Editora Nacional, publicado no Brasil em 1955.
- Luana, tradução de Ricardo Silveira de Almeida, volume 85 da Coleção Biblioteca das Moças, da Companhia Editora Nacional, publicado no Brasil em 1956, em 2 volumes.
- A alegria de viver (Kitty sees life, 1929), tradução de Lívio Xavier, volume 92 da Coleção Biblioteca das Moças, da Companhia Editora Nacional
- Amor Impaciente, volume 129 da Coleção Biblioteca das Moças, da Companhia Editora Nacional, tradução de Albertino Pinheiro, 1935.